# Onna-bugeisha

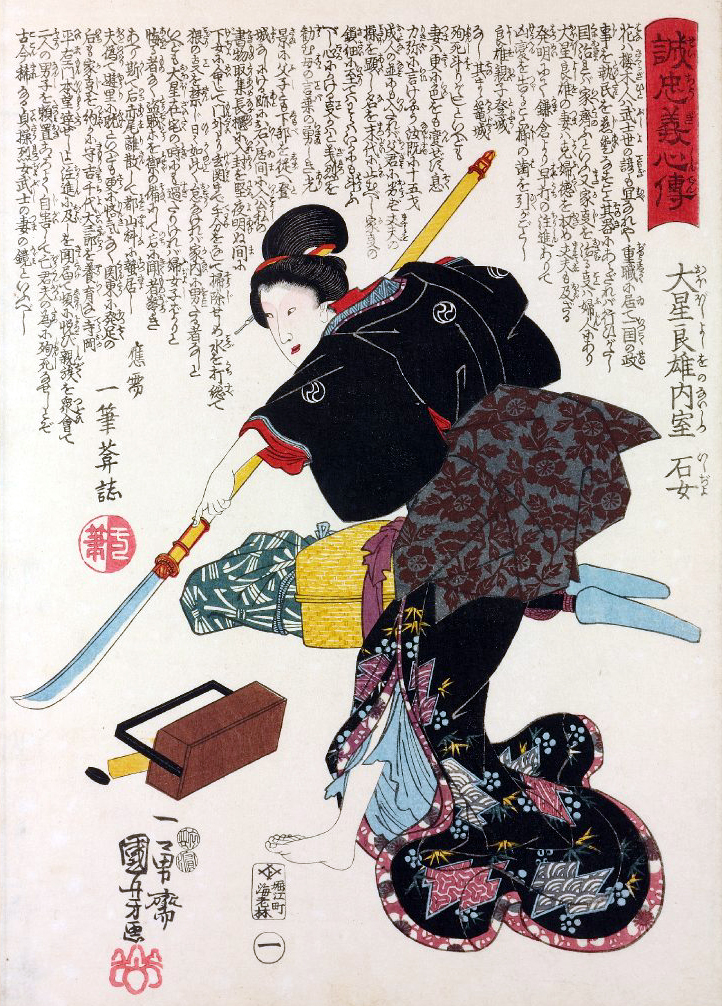
O onna-bugeisha înarmată cu o naginata, armă preferată de aceste femei luptătoare. Pictura de Kuniyoshi Utagawa

În Japonia medievală, o onna-bugeisha (女武芸者?) sau onna-musha  este o femeie care se luptă împotriva problemelor din înalta societate. 
Multe soții, văduve, fiice și rebele au răspuns chemării datoriei angajându-se într-o luptă, de obicei alături de samurai . Erau membre ale clasei bushi și erau antrenate cu arme pentru a-și proteja casele, familiile și onoarea în război. Au contrastat cu rolul tradițional al „gospodinelor” femeilor japoneze. Uneori sunt considerate femei samurai, deși acest termen nu este de fapt exact. Onna-bugeisha erau persoane foarte importante în societate. Personaje legendare precum împărăteasa Jingu, Tomoe Gozen, Nakano Takeko sau Hōjō Masako au fost onna-bugeisha care au avut un impact semnificativ în istoria japoneză . 

## Istorie

### Primele apariții
Cu mult înainte de apariția clasei de samurai, războinicii japonezi au fost antrenați în utilizarea sabiei și suliței. Femeile au învățat să folosească naginata (sulița), kaikenul (pumnalul) și arta tantojustu în luptă. Aceste instruiri au asigurat protecția comunităților lipsite de luptători de sex masculin. Una dintre aceste femei, care a devenit ulterior împărăteasa Jingū (169-269), și-a folosit capacitatea de a produce schimbări sociale și economice în societate. Ulterior, ea va fi recunoscută drept onna-bugeisha care a condus o invazie a Coreei în jurul anului 200 d.Hr., după ce soțul ei, împăratul Chūai, cel de al paisprezecelea împărat al Japoniei, a fost ucis în acțiune. Conform legendei, ea a cucerit miraculos Coreea fără a vărsa o picătură de sânge. În ciuda controverselor legate de existența și realizările sale reale, ea este epitomul onna-bugeisha. Ani după moartea ei, structurile socio-economice pe care le-a insuflat au devenit un model pentru societatea japoneză. În 1881, împărăteasa Jingu a devenit prima femeie reprezentată pe o bacnota japoneza. Conceputa pentru a preveni contrafacerea, imaginea sa a fost imprimată pe hârtie dreptunghiulară  . 

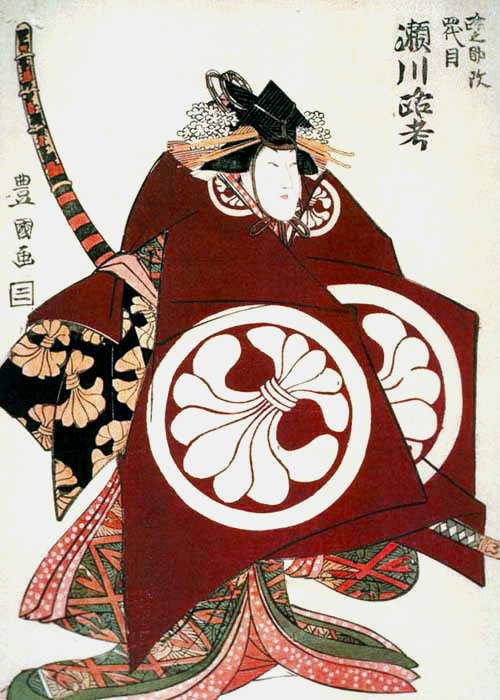
Tomoe Gozen

În perioada Heian și în perioada Kamakura, femeile de pe câmpul de luptă au fost mai degrabă excepții decât regula. Idealurile japoneze ale feminității predispuneau majoritatea femeilor la o stare de slăbiciune fără niciun rol de războinică  . Unele femei luptătoare au apărut, iar unele chiar și-au fondat propriul clan. 

### Epoca Kamakura
Războiul de la Genpei (1180-1185) a pus Taira împotriva Minamoto-ului, două clanuri japoneze puternice și importante din perioada târzie Heian. În acest moment este scris Heike Monogatari și în care sunt povestite faptele samurailor curajoși și devotați. Printre ele se numără o femeie pe nume Tomoe Gozen, soția lui Minamoto no Yoshinaka din clanul Minamoto. Ea l-a ajutat pe soțul ei să se apere împotriva armatelor vărului său, Minamoto no Yoritomo . În timpul bătăliei de la Awazu la 21 februarie 1184, Gozen s-a repezit împotriva forțelor inamice, la cel mai puternic războinic, l-a aruncat din acțiune, l-a lovit cu sabia și i-a tăiat capul  . În Heike Monogatari, Gozen este descrisă ca fiind „deosebit de frumoasă, cu pielea albă, părul lung și un farmec excepțional. Era, de asemenea, o arcașă remarcabilă și, în calitate de spadasin, valora cât o sută de oameni, gata să înfrunte un demon sau un zeu, pe cal sau pe jos. Ea a antrenat cai intrigiști și a coborât ușor din văile periculoase. Ori de câte ori o luptă era iminentă, Yoshinaka o numea primul căpitan, echipând-o cu o armură grea, o sabie foarte mare și un arc puternic, iar ea era mai curajoasă decât orice alt razboinic războinic  ". 
Deși nu este dovedit că a existat cu adevărat, Gozen a avut un impact mare asupra clasei războinicilor, în special asupra multor școli de naginată tradiționale. Faptele sale războinice au avut ecou în arte ca în piesa Tomoe no Monogatari și în diferite tablouri ukiyo . De-a lungul timpului, influența onna-bugeisha a fost transferată de la pictură la politică. 

### Din vremea lui Edo
Datorită influenței filosofiei neo-confuciene și a căsătoriei în perioada Edo (1600-1868), statutul onna-bugeisha a scăzut semnificativ. Funcția ei s-a limitat la a-și ajuta soțul. De când Japonia era în pace, samuraii au devenit birocrați. Femeile, în special fetele din societatea înaltă, nu erau mai mult decât pioni în visele bărbaților de succes și putere. Idealurile sulfuroase ale devotamentului și a lepădării de sine, au fost înlocuite treptat de ascultare silențioasă, pasivă și civilă. 
Călătoria în perioada Edo a fost grea pentru multe femei războinice din cauza restricțiilor guvernamentale grele. Au fost întotdeauna însoțiți de un bărbat pentru că nu mai aveau voie să călătorească de unul singur. În plus, trebuiau să obțină autorizații explicându-și motivele și trebuiau să treacă prin multe puncte de control  . 
Începutul secolului al XVII-lea marchează o transformare importantă în acceptarea socială a femeilor din Japonia. Mulți samurai considerau că femeile erau bune numai la naștere, iar conceptul ca o femeie să lupte a dispărut de mult. Relația dintre soț și soție era ca aceea dintre un domn și un vasal. „Soții și soțiile nici nu mai dormeau împreună. Soțul avea să își găsească soția pentru a face dragoste și  în camera lui." În ciuda atenției scăzute acordate femeilor, acestea erau așteptate să fie nobile în fața morții pentru apărarea onoarei soților lor. Sprijinul unei femei pentru binele soțului a fost o temă recurentă și binecunoscută în cultura japoneză. Pe lângă această sinucidere (junshi), renunțarea a fost și o calitate imperativă pentru femeile japoneze până la începutul secolului XX.
În 1868, pe durata bătăliei de la Aizu din timpul războiului Boshin, Nakano Takeko, membru al clanului Aizu, a devenit comandantul unei unități formtate în întregime de femei, care lupta împotriva atacului a 20.000 soldați ai armatei imperiale japoneze . din zona Ogaki . Stăpânind perfect naginata, Takeko și unitatea sa de douăzeci de membri s-au alăturat altor 3.000 samurai Aizu în luptă. Hōkai-ji din prefectura Fukushima conține un monument ridicat în onoarea lor.

## Arme
Naginata este o suliță lungă sau mai degrabă o armă de poli cu lama curbată în vârf. Datorită versatilității și convențiilor sale, multe femei inițiază cu această armă. Lungimea sa oferă oportunități excelente pentru atacuri la distanță. Această armă a fost, de asemenea, foarte eficientă împotriva călăreților care atacau adesea pe cal. Arcul și săgețile au fost, de asemenea, folosite datorită capacității de a ataca de la distanță. În plus, naginata a fost foarte eficientă în lupta strânsă. Considerând că bărbații erau în mod natural mai puternici decât femeile, o femeie instruită și înarmată cu o naginată ar putea ține departe majoritatea adversarilor. În aceste situații, forța, greutatea sau sabia nu mai sunt luate în considerare. Deoarece este folosită de multe femei legendare, naginata a devenit un simbol al femeii războinice. În perioada Edo, multe școli naginata au fost create pentru femei  . 